# Ricardo Abrão
Ricardo Martins David (Nilópolis, 11 de junho de 1967), também conhecido como Ricardo Abrão, é um político brasileiro filiado ao União Brasil (UNIÃO).

## Biografia
Ricardo Abrão iniciou sua carreira política ao se candidatar ao cargo de deputado estadual pelo estado do Rio de Janeiro nas eleições de 2002. Obteve êxito ao ser eleito para o seu primeiro mandato parlamentar. Todavia, nas eleições de 2006, ao tentar disputar novamente um mandato na ALERJ, acabou ficando na primeira suplência e não conseguiu se eleger. Em 2010, Abrão consegue ser reeleito novamente para a Assembleia Legislativa do Rio de Janeiro para um segundo mandato não-consecutivo. E no pleito de 2014, acabou renunciando a sua candidatura. Ele decidiu não concorrer nas eleições de 2018, voltando somente a disputar um cargo eletivo no ano de 2022.
Nas eleições de 2022, acabou se candidatando ao cargo de deputado federal pelo União Brasil. No fim do pleito, acabou permanecendo como o primeiro suplente da chapa, obtendo cerca de 43.219 votos. Após a nomeação de Daniela Carneiro para o Ministério do Turismo em janeiro de 2023, acabou assumindo seu primeiro mandato de deputado federal na Câmara dos Deputados em fevereiro, permanecendo no cargo até julho de 2023.
Com a nomeação de Chiquinho Brazão na gestão de Eduardo Paes para a Secretaria Especial de Ação Comunitária do Rio de Janeiro em outubro de 2023, reassumiu o mandato de deputado pela segunda vez na condição de suplente. Permaneceu no cargo até 1 de fevereiro de 2024, mesma data em que Chiquinho foi exonerado da secretaria. Com a exoneração de Brazão, Abrão foi nomeado por Eduardo Paes para assumir o mesmo cargo; ele permaneceu no comando da Secretaria até sua exoneração em 26 de março de 2024. Assumiu a cadeira definitivamente após Chiquinho Brazão ter sido cassado pela mesa diretora da Câmara dos Deputados em 24 de abril de 2025.

## Desempenho eleitoral
| Ano  | Eleição                    | Partido | Candidato a       | Votos          | Resultado             | Ref.  |
| ---- | -------------------------- | ------- | ----------------- | -------------- | --------------------- | ----- |
| 2002 | Estadual no Rio de Janeiro | PPB     | Deputado estadual | 43.328 (0,60%) | Eleito                | [ 4 ] |
| 2006 | Estadual no Rio de Janeiro | PP      | Deputado estadual | 41.684 (0,57%) | Não eleito (suplente) | [ 5 ] |
| 2010 | Estadual no Rio de Janeiro | PDT     | Deputado estadual | 37.742 (0,50%) | Eleito                | [ 6 ] |
| 2022 | Estadual no Rio de Janeiro | UNIÃO   | Deputado federal  | 43.219 (0,52%) | Não eleito (suplente) | [ 8 ] |